# Emil Lindgren (konstnär)
Harald Emanuel "Emil" Lindgren, född 2 augusti 1866 i Stockholm, död 27 januari 1940 i Sankt Görans församling, Stockholm, var en svensk målare och grafiker. 
Han studerade på Konstakademien 1886–1890, samt i London, Paris och Rom. Han målade landskap och figurkompositioner. Lindgren är representerad vid bland annat Nationalmuseum i Stockholm.

## Galleri

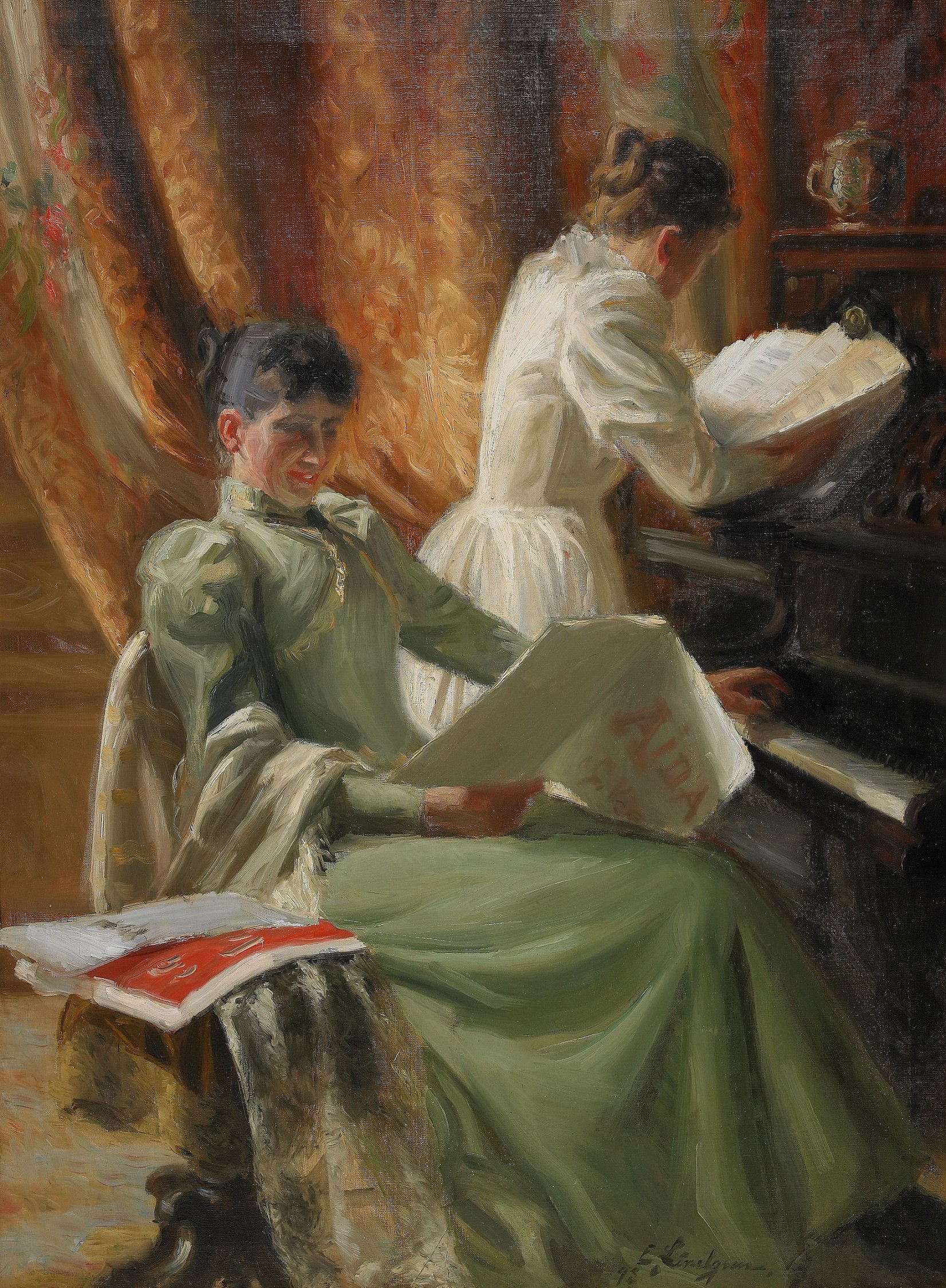
Interiör med musicerande kvinnor vid pianot  (1893).